# 華卡塔尼
華卡塔尼（Whakatane），新西兰北岛上的城市。華卡塔尼是东豐盛灣地區的最大城镇，总人口18,750人（2010年6月估計）。

## 历史
早在1350年，玻里尼西亚人就乘著独木舟在華卡塔尼登陆，往后的数个世纪，華卡塔尼成为毛利人的活动中心。華卡塔尼位于肥沃的朗基平原（Rangitaiki Plains）旁边，也是華卡塔尼河的出海口。

## 地理

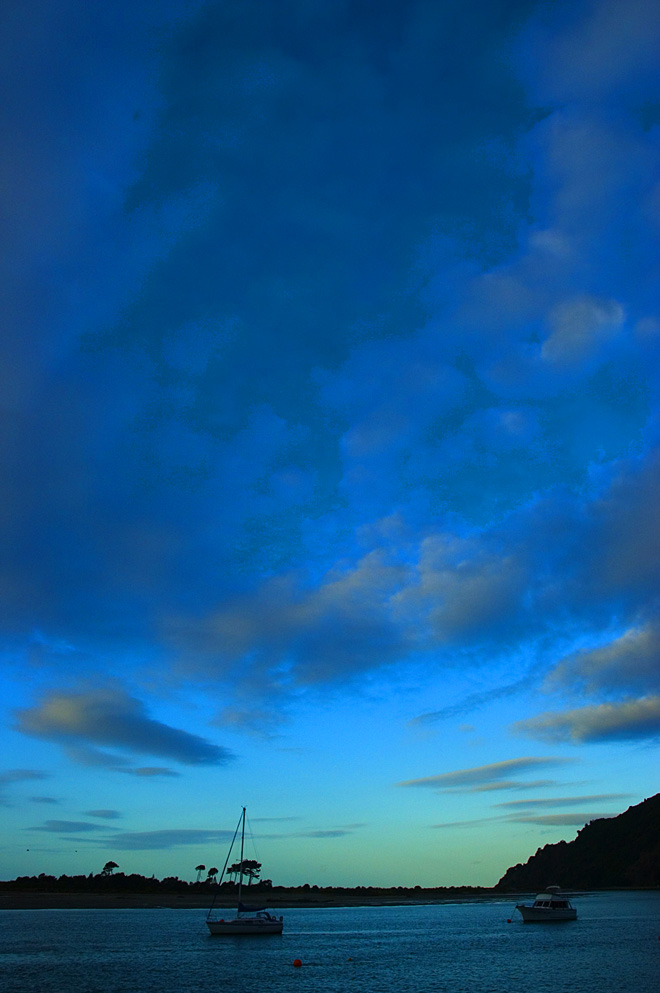
華卡塔尼的出海口。

### 气候
華卡塔尼气候适宜，温暖多雨，为亚热带气候。